# Ibero-Amerikaanse Universiteit
De Ibero-Amerikaanse Universiteit (Spaans: Universidad Iberoamericana) is een jezuïetenuniversiteit in Mexico.
De hoofdvestiging van de universiteit is in Santa Fe, Mexico-Stad, maar de universiteit heeft ook campussen in andere Mexicaanse steden. De universiteit is opgericht in 1943.
Bekende alumni zijn Salma Hayek, Genoveva Casanova, Alejandro González Iñárritu, Guillermo Arriaga, Vicente Fox, Josefina Vázquez Mota en Héctor Aguilar Camín.